# Shennongtherium
Shennongtherium — вимерлий рід носорогів періоду міоцену Китаю. Спочатку його відносили до підродини Elasmotheriinae, але згодом виявилося, що він ближче до справжніх носорогів.